# Liste von Festungen in Preußen
Die Liste von Festungen in Preußen verzeichnet Festungen auf dem Territorium des Staates Preußen. Am Ende des Zweiten Weltkrieges wurden einige der Anlagen erneut als Festung genutzt.

## Liste preußischer Festungen
| Name                            | Bauzeit         | Genutzt bis | Bemerkung                         |
| ------------------------------- | --------------- | ----------- | --------------------------------- |
| Festung Berlin                  |                 |             |                                   |
| Breslau                         | 1574–1581       | 1945        | ab 1742 preußisch                 |
| Brieg                           | 16. Jahrhundert | um 1813     | ab 1742 preußisch                 |
| Cölln                           |                 |             |                                   |
| Festung Ehrenbreitstein         |                 |             |                                   |
| Erfurt                          | 17. Jahrhundert | 1873        | 1802–1807 und ab 1815 preußisch   |
| Geldern                         | 16. Jahrhundert | 1764        | 1703 preußisch                    |
| Festung Glatz                   | 16. Jahrhundert | 1877        | ab 1742 preußisch                 |
| Glogau                          | 1630            | 1900        | ab 1742 preußisch                 |
| Graudenz                        | 1776–1786       | 1920        |                                   |
| Kolberg                         | 16. Jahrhundert | 1889        | ab 1653 preußisch                 |
| Fortifikationsbauten Königsberg | 1726            | 1762        | siehe auch Fort Friedrichsburg    |
| Cosel                           | 17. Jahrhundert | 1873        |                                   |
| Festung Küstrin                 | 1537–1568       | 1945        | 1945 nochmals zur Festung erklärt |
| Lippstadt                       | um 1666         | 1764        |                                   |
| Festung Magdeburg               | um 1680         | 1912        |                                   |
| Memel                           | 16. Jahrhundert | 1915        |                                   |
| Festung Minden                  | 1648            | 1873        |                                   |
| Festung Neiße                   | 1596            | 1911        |                                   |
| Festung Peitz                   | 1559–1562       | um 1775     |                                   |
| Festung Pillau                  | 1626            | 1945        |                                   |
| Festung Regenstein              | 1670            | 1758        |                                   |
| Schweidnitz                     | 1740–1749       | 1867        |                                   |
| Festung Silberberg              | 1764–1772       | 1867        |                                   |
| Festung Spandau                 | 1557–1584       |             | siehe auch Zitadelle Spandau      |
| Sparrenburg (Bielefeld)         |                 |             |                                   |
| Festung Stettin                 | bis 1630        | 1873        | ab 1720 preußisch                 |
| Festung Swinemünde              |                 |             |                                   |
| Festung Weichselmünde           |                 |             |                                   |
| Festung Wesel                   | um 1680         | 1890        | siehe auch Zitadelle Wesel        |